# Ecuador en la Copa Mundial de Fútbol de 2026
La selección de fútbol de Ecuador será uno de los 48 equipos participantes de la Copa Mundial de Fútbol de 2026 que se realizará de manera conjunta en México, Estados Unidos y Canadá entre los días 11 de junio y 19 de julio de aquel mismo año. El equipo clasificó el 10 de junio de 2025 tras el empate 0-0 sobre Perú.

## Clasificación

### Resultados parciales

#### Tabla de resultados
| Pos. | Selección | Pts | PJ | PG | PE | PP | GF | GC | Dif |
| ---- | --------- | --- | -- | -- | -- | -- | -- | -- | --- |
| 1.   | Argentina | 35  | 16 | 11 | 2  | 3  | 28 | 9  | 19  |
| 2.   | Ecuador   | 25  | 16 | 7  | 7  | 2  | 13 | 5  | 8   |
| 3.   | Brasil    | 25  | 16 | 7  | 4  | 5  | 21 | 16 | 5   |
| 4.   | Uruguay   | 24  | 16 | 6  | 6  | 4  | 19 | 12 | 7   |
| 5.   | Paraguay  | 24  | 16 | 6  | 6  | 4  | 13 | 10 | 3   |
| 6    | Colombia  | 22  | 16 | 5  | 7  | 4  | 19 | 15 | 4   |
| 7.   | Venezuela | 18  | 16 | 4  | 6  | 6  | 15 | 19 | −4  |
| 8.   | Bolivia   | 17  | 16 | 5  | 2  | 9  | 16 | 32 | −16 |
| 9.   | Perú      | 12  | 16 | 2  | 6  | 8  | 6  | 17 | −11 |
| 10.  | Chile     | 10  | 16 | 2  | 4  | 10 | 9  | 24 | −15 |

#### Partidos
| Fecha                    | Lugar        | Jornada |           |                      | Resultado |                      |           |
| ------------------------ | ------------ | ------- | --------- | -------------------- | --------- | -------------------- | --------- |
| 8 de septiembre de 2023  | Buenos Aires | 1       | Argentina | Bandera de Argentina | 1:0 (0:0) | Bandera de Ecuador   | Ecuador   |
| 12 de septiembre de 2023 | Quito        | 2       | Ecuador   | Bandera de Ecuador   | 2:1 (1:1) | Bandera de Uruguay   | Uruguay   |
| 10 de octubre de 2023    | La Paz       | 3       | Bolivia   | Bandera de Bolivia   | 1:2 (0:1) | Bandera de Ecuador   | Ecuador   |
| 15 de octubre de 2023    | Quito        | 4       | Ecuador   | Bandera de Ecuador   | 0:0       | Bandera de Colombia  | Colombia  |
| 16 de noviembre de 2023  | Maturín      | 5       | Venezuela | Bandera de Venezuela | 0:0       | Bandera de Ecuador   | Ecuador   |
| 21 de noviembre de 2023  | Quito        | 6       | Ecuador   | Bandera de Ecuador   | 1:0 (1:0) | Bandera de Chile     | Chile     |
| 6 de septiembre de 2024  | Curitiba     | 7       | Brasil    | Bandera de Brasil    | 1:0 (1:0) | Bandera de Ecuador   | Ecuador   |
| 10 de septiembre de 2024 | Quito        | 8       | Ecuador   | Bandera de Ecuador   | 1:0 (0:0) | Bandera de Perú      | Perú      |
| 10 de octubre de 2024    | Quito        | 9       | Ecuador   | Bandera de Ecuador   | 0:0       | Bandera de Paraguay  | Paraguay  |
| 15 de octubre de 2024    | Montevideo   | 10      | Uruguay   | Bandera de Uruguay   | 0:0       | Bandera de Ecuador   | Ecuador   |
| 14 de noviembre de 2024  | Guayaquil    | 11      | Ecuador   | Bandera de Ecuador   | 4:0 (2:0) | Bandera de Bolivia   | Bolivia   |
| 19 de noviembre de 2024  | Barranquilla | 12      | Colombia  | Bandera de Colombia  | 0:1 (0:1) | Bandera de Ecuador   | Ecuador   |
| 21 de marzo de 2025      | Quito        | 13      | Ecuador   | Bandera de Ecuador   | 2:1 (1:0) | Bandera de Venezuela | Venezuela |
| 25 de marzo de 2025      | Santiago     | 14      | Chile     | Bandera de Chile     | 0:0       | Bandera de Ecuador   | Ecuador   |
| 5 de junio de 2025       | Guayaquil    | 15      | Ecuador   | Bandera de Ecuador   | 0:0       | Bandera de Brasil    | Brasil    |
| 10 de junio de 2025      | Lima         | 16      | Perú      | Bandera de Perú      | 0:0       | Bandera de Ecuador   | Ecuador   |
| septiembre de 2025       | Asunción     | 17      | Paraguay  | Bandera de Paraguay  |           | Bandera de Ecuador   | Ecuador   |
| septiembre de 2025       | Guayaquil    | 18      | Ecuador   | Bandera de Ecuador   |           | Bandera de Argentina | Argentina |